# La Femme à la robe verte
La Femme à la robe verte est un portrait réalisé en 1866 par Claude Monet et représentant Camille Doncieux. Le tableau rencontre un vif succès au Salon de peinture et de sculpture où il est exposé, attirant sur Monet une gloire soudaine.

## Contexte
Monet projette de participer au Salon de peinture et de sculpture de 1866 avec un tableau de très grandes dimensions, Le Déjeuner sur l'herbe. Devant les difficultés rencontrées et la date de dépôt approchant, il renonce à concourir avec cette œuvre pour en réaliser une de taille plus modeste, en atelier avec Camille Doncieux alors âgée de 19 ans, qui deviendra sa femme en 1870,. Cette toile aurait été achevée en 4 jours seulement. Présenté au jury dans les délais impartis, le tableau est accepté et présenté au Salon.

## Style
Le fond noir confère un aspect intemporel à l'œuvre. Monet s'inspire ainsi de la tradition du portrait en pied remontant au XVIe siècle. Le contraste avec la blancheur du visage et de la main attire la lumière vers une représentation toute en mouvement. La posture théâtrale du modèle et le traitement sophistiqué de la robe dont les rayures orientent le regard, rappellent le style de Manet, lui-même inspiré par la peinture du Siècle d'Or espagnol.

## Critiques
La tableau rencontre un vif succès critique et place Monet d'emblée comme un peintre prometteur. Zola, qui ne connaît pas Monet à l'époque, se montre particulièrement enthousiaste.
Certains critiques, trompés par une quasi homonymie, vont jusqu'à féliciter Manet pour son travail, alors que sa candidature a été refusée. Zacharie Astruc organise une rencontre entre les deux artistes et l'antagonisme naissant est vite dissipé. 
Un caricaturiste en fait une parodie sous le titre de Camille ou le Souterrain.

## Devenir de l'œuvre
Elle est vendue 800 francs par Monet en 1868 à Arsène Houssaye, alors rédacteur en chef de la revue l'Artiste. Elle est présentée en vente publique en 1896 mais elle est retirée. Durand-Ruel l'acquiert en 1898, puis Cassirer en 1902. Elle entre dans la collection de la Kunsthalle de Brême en 1906.
Monet en réalise une réplique sur bois, de format plus petit (81 x 55 cm), qui est au Musée national d'Art de Roumanie.